# قجرتپه
قجرتپه، روستایی است از توابع شهرستان سیمرغ در استان مازندران ایران.

## جمعیت
این روستا در تالارپی قرار داشته و براساس آخرین سرشماری مرکز آمار ایران که در سال ۱۳۸۵ صورت گرفته، جمعیت آن ۱۰۶نفر (۲۸خانوار) بوده‌است.